# سيفية روسية
سيفية روسية أو مَخَيرة روسية1 (الاسم العلمي: Makhaira rossica)، هو جنس ونوع منقرض من الزواحف البحرية ينتمي إلى فصيلة البليوصورات. عاش خلال فترة الطباشيري المبكر (مرحلة الهاتريفي، منذ حوالي 130 مليون سنة)، وقد عُثر على مستحثاته في روسيا.

## الهوامش
1. مَخَيرة من الإغريقية "μάχαιρα" بمعنى سيف. ويرى لوي أنها مستعارة من العبرية מכרה (mᵉkērā)، وكذلك فهمي خشيم يرى أن أصلها سامي من مَخَر.